# KHAFT

A Khaft zászlaja

Kereskedő Házak Általános Fejlesztő Társasága (Combine Honnete Ober Advancer Mercantiles azaz: CHOAM) Frank Herbert A Dűne című regényének kitalált szervezete. Az első regényben tűnnek fel.

## Történetük
A társaságot a Császár és a Nagy Házak tartják a kezükben. A Liga és a Bene Gesserit csendestársak.
Padisah Császár és barátai kezében volt a KHAFT igazgatósági szavazatainak ötvenkilenc egész hatvanöt század százaléka. Az arrakisi felkelés után a császár részét Paul Atreides kapta.

## Gazdasági szerepük
A Nagy Házak gazdagságához a KHAFT volt a kulcs. Minden nemesi Ház kivett pénzt a társaságból elsősorban az igazgatói hatalom útján.
A KHAFT igazgató posztjai jelentették a politikai hatalom igazi bizonyítékait. Úgy változtak, ahogy változott a szavazóerő a Landsraadon belül és ahogy a Landsraad ellensúlyozni igyekezett a Császárt és támogatóit. Alig volt olyan árucikk, ami nem ment át a KHAFT-on. Minden, amit a Liga hajlandó elszállítani: bálnabőr, műalkotások, élelmiszer, gépek és persze a melanzs, amiből messze a legnagyobb profit származott.